# Liste des voies de Perpignan
Cette page présente la liste des voies de Perpignan classées par ordre alphabétique.
- Haut – A
- B
- C
- D
- E
- F
- G
- H
- I
- J
- K
- L
- M
- N
- O
- P
- Q
- R
- S
- T
- U
- V
- W
- X
- Y
- Z

## 0-9
- 14 juillet (Rue du)
- 19 août 1944 (Rue du)
- 4 septembre (Rue du)

## A
- Haut – A
- B
- C
- D
- E
- F
- G
- H
- I
- J
- K
- L
- M
- N
- O
- P
- Q
- R
- S
- T
- U
- V
- W
- X
- Y
- Z

- A Vent Ouest (Moulin)
- A Vent Sud (Moulin)
- Abbé Breuil (Rue de l')
- Abbé Eugène Cortade (Rue)
- Abbé Pierre (Avenue)
- Abraham Bosse (Rue)
- Abraham Duquesne (Rue)
- Abreuvoirs (Rue des)
- Abricotiers (Domaine des)
- Abricotiers (Rue des)
- Acacias (Rue des)
- Académie (Rue de l')
- Adjudant-Pilote Paratilla (Rue)
- Adolphe Adam (Impasse)
- Adolphe Adam (Rue)
- Adolphe Monticelli (Rue)
- Adrien Hamon (Rue)
- Adrienne Bolland (Rue)
- Aérodrome (Avenue de l')
- Aerodrome de la Llabanere
- Agly (Rue, de l')
- Aigrettes (Rue des)
- Aimé Césaire (Place)
- Aimé Giral (Allée)
- Aimé Maillart (Rue)
- Al Pull (Impasse d')
- Alain Corneau (Impasse)
- Alain Gerbault (Impasse)
- Alain Gerbault (Place)
- Alain Gerbault (Rue)
- Alain Lesage (Rue)
- Alain Prost (Rue)
- Albatros (Rue des)
- Albert Calmette (Rue)
- Albert Camus (Avenue)
- Albert Einstein (Avenue)
- Albert Gisclard (Rue)
- Albert Glandaz (Rue)
- Albert Janicot (Rue)
- Albert Marquet (Rue)
- Albert Roussel (Rue)
- Albert Saisset (Rue)
- Albert Samain (Rue)
- Albertine Sarrazin (Rue)
- Alenya (Rue d')
- Alessandro Volta (Rue)
- Alexander Fleming (Rue)
- Alexandre Ansaldi (Rue)
- Alexandre Brogniart (Rue)
- Alexandre Dumas (Rue)
- Alexandre Falguière (Rue)
- Alexandre Ledru-Rollin (Rue)
- Alexandre Ribot (Rue)
- Alexandre-Joseph Oliva (Rue)
- Alexis Alquier (Rue)
- Alexis Saint-John Perse (Rue)
- Alfred Bachelet (Rue)
- Alfred Bachelet Prolongee (Rue)
- Alfred Eisenstaedt (Rue)
- Alfred Kastler (Avenue)
- Alfred Nobel (Quai)
- Alfred Sauvy (Avenue)
- Alfred Sisley (Rue)
- Alfred de Musset (Rue)
- Alfred de Vigny (Rue)
- Alger (Rue d')
- Alguero (Place d')
- Algues (Rue des)
- Alicante (Rue d')
- Aloès (Rue des)
- Alouettes (Rue des)
- Alphonse Beau de Rochas (Rue)
- Alphonse Daudet (Impasse)
- Alphonse Daudet (Rue)
- Alphonse Laveran (Rue)
- Alphonse Simon (Rue)
- Alphonse Talut (Rue)
- Alphonse Tavan (Rue)
- Alphonse de Lamartine (Rue)
- Alsace-Lorraine (Rue)
- Alzine (Chemin de l')
- Amandiers (Impasse des)
- Amandiers (Rue des)
- Amandiers (Traverse des)
- Ambroise Croizat (Rue)
- Ambroise Paré (Rue)
- Amélie-les-Bains (Avenue d')
- Amiral Barrera (Rue)
- Amiral Ribeil (Rue)
- Anatole France (Boulevard)
- Anc Cimetiere (Chemin de l')

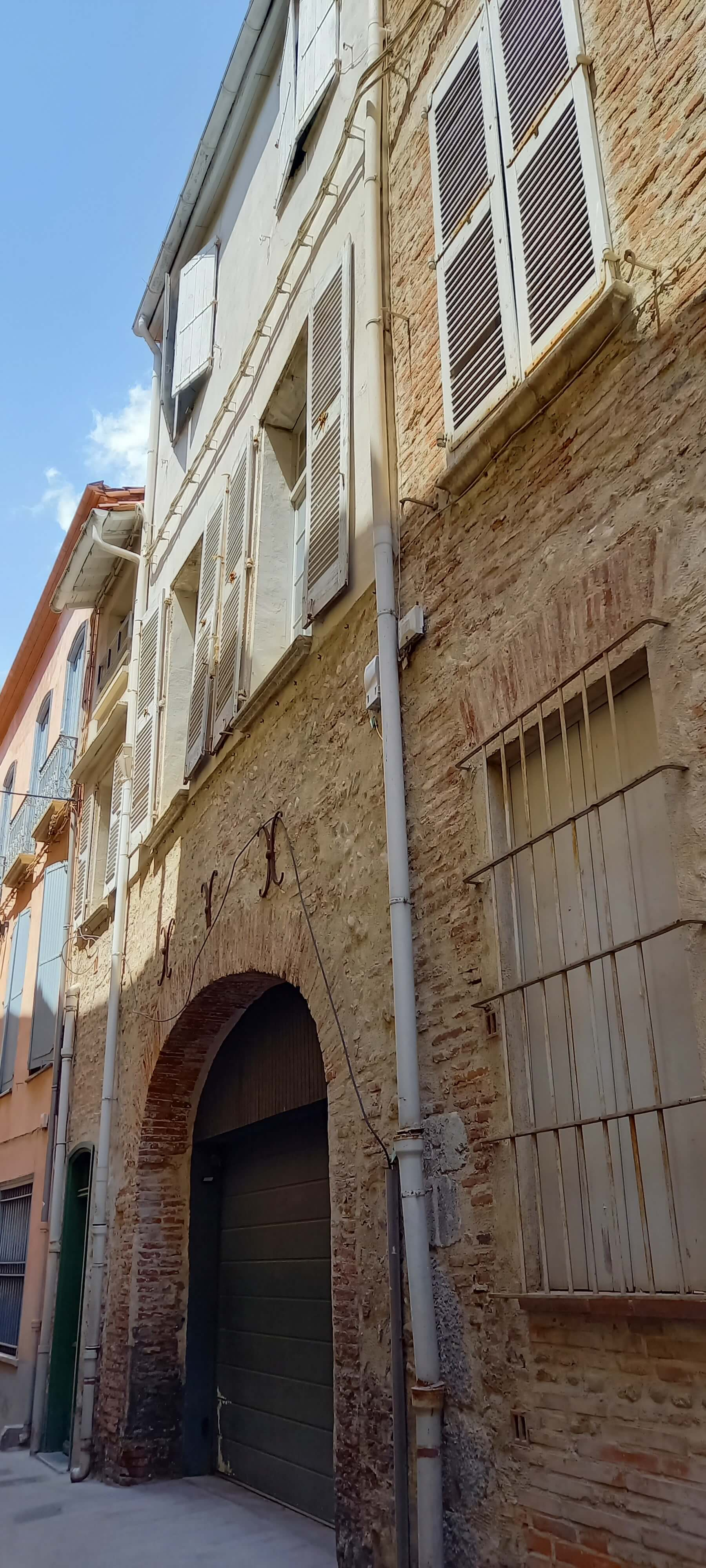
7 rue des Abreuvoirs : comité de l'Union des Femmes de France (Croix-Rouge) de 1889 à au moins 1938

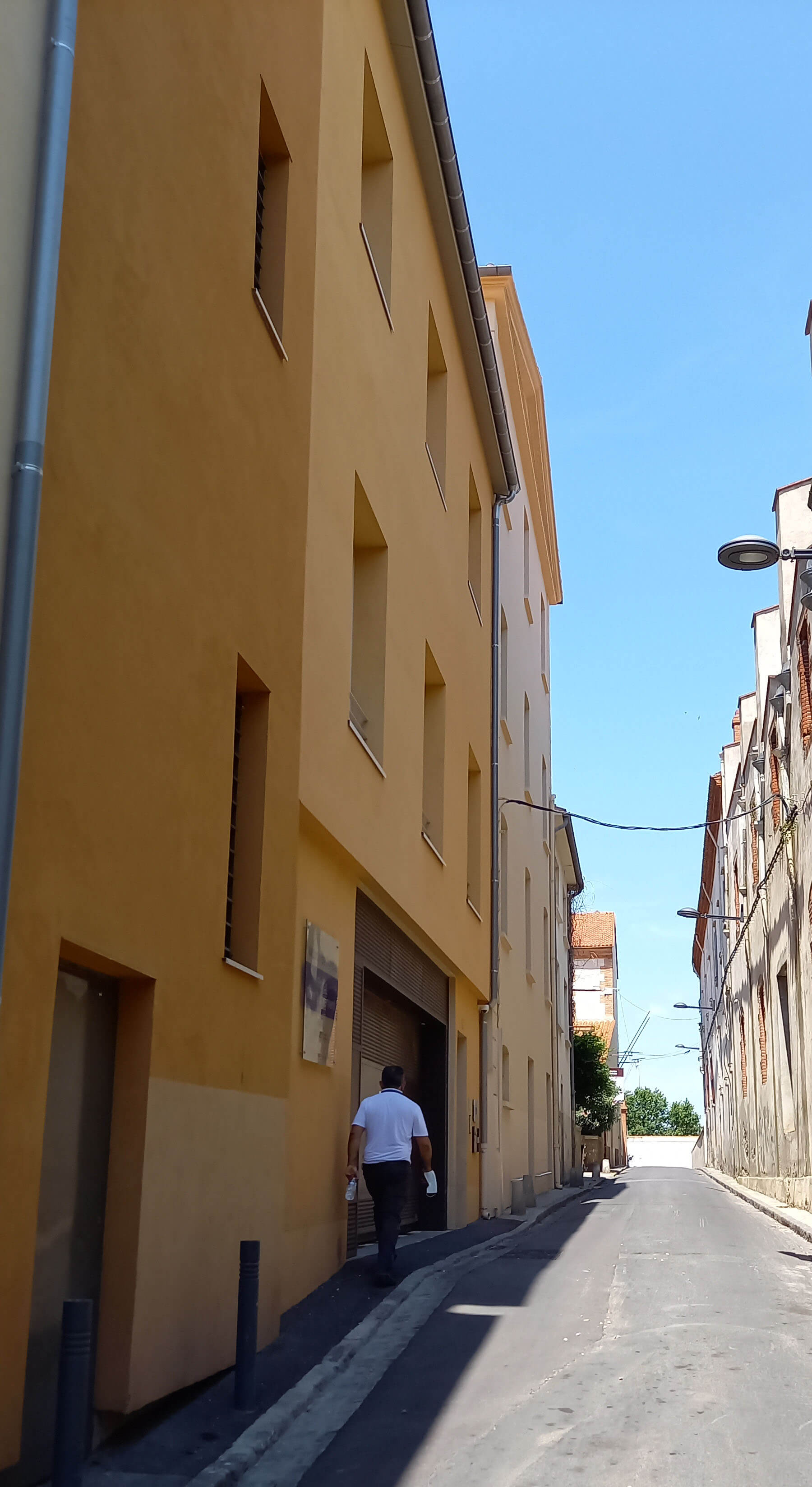
Rue de l'Académie : ancien couvent du Saint Sacrement devenu une maison de retraite

- Ancien Champ de Mars (Avenue de l')
- Ancienne Comédie (Rue de l')
- Andorre (Rue d')
- André Ampère (Rue)
- André Bosch (Rue)
- André Cayatte (Rue)
- André Chouraqui (Rue)
- André Derain (Rue)
- André Gretry (Place)
- André Le Nôtre (Rue)
- André Masson (Rue)
- André Messager (Rue)
- André Tourné (Avenue)
- André de Chénier (Rue)
- Ange (Rue de l')
- Àngel Guimerà (Rue)
- Anglada (Mas)
- Anguille (Rue de l')
- Anguille (Traverse de l')
- Anna de Noailles (Rue)
- Anne-Antoniette d'Anglade d'Oms (Rue)
- Anny de Pous (Rue)
- Anselme Mathieu (Rue)
- Antoine Barye (Rue)
- Antoine Batlle (Rue)
- Antoine Baume (Rue)
- Antoine Becquerel (Rue)
- Antoine Blain (Rue)
- Antoine Bourdelle (Rue)
- Antoine Carbo (Rue)
- Antoine Guerra (Rue)
- Antoine Jerôme Balard (Rue)
- Antoine Le Nain (Rue)
- Antoine Oller (Rue)
- Antoine Orliac (Rue)
- Antoine Queya (Rue)
- Antoine Watteau (Rue)
- Antoine de Condorcet (Rue)
- Antoine de Jussieu (Rue)
- Antoine de Lavoisier (Rue)
- Antoine de Saint-Exupéry (Rue)
- Antoine-Augustin Parmentier (Rue)
- Anton Agusti (Rue)
- Antonio Vivaldi (Rue)
- Aquitains (Allée, des)
- Arago (place)
- Arcades Cr 6 (Chemin, des)
- Archers (Rue des)
- Ardennes (Rue, des)
- Argelès sur Mer (Avenue d')
- Argenterie (Rue de l')
- Aristide Bergès (Rue)
- Aristide Briand (Boulevard)
- Aristide Maillol (Rue)
- Aristide Maillol (Square)
- Arles Sur Tech (Avenue d')
- Armand Izarn (Rue)
- Armand Trousseau (Rue)
- Armées d'Afrique (Rue des)
- Armistice (Rue de l')
- Arnau de Vilanova (Rue)
- Arsène d'Arsonval (Rue)
- Artigues (Rue, de l')
- Arts (Rue des)
- Aspres (Rue des)
- Athenes (Avenue d')
- Aubépines (Rue des)
- Auguste Barbier (Rue)
- Auguste Caffe (Rue)
- Auguste Colomer (Rue)
- Auguste Comte (Rue)
- Auguste Fourès (Rue)
- Auguste Mariette (Rue)
- Auguste Nelaton (Rue)
- Auguste Perret (Rue)
- Auguste Renoir (Rue)
- Auguste Rodin (Rue)
- Augustin Pajou (Rue)
- Augustin Thierry (Rue)
- Augustins (Rue des)
- Aurore (Rue de l')
- Ausias March (Rue)
- Avant Llaury Est
- Avant Llaury Ouest
- Avenir (Rue de l')
- Azalées (Rue des)

## B
- Haut – A
- B
- C
- D
- E
- F
- G
- H
- I
- J
- K
- L
- M
- N
- O
- P
- Q
- R
- S
- T
- U
- V
- W
- X
- Y
- Z

- Baby (Rue du)
- Bacchus (Allée de)
- Bachaga Saïd Boualam (Avenue)
- Bachaga Said Boualam (Promenade)
- Badalona (Square de)
- Baixas (Ancien Chemin de)
- Bajoles
- Bajoles (Chemin de)
- Bajoles (Rue)
- Bajoles Nord
- Bajoles Sud
- Balande (Mas)
- Balbino Giner (Impasse)
- Balbino Giner (Rue)
- Balcere (Rue de)
- Balcon (Rue du)
- Baléares (Avenue des)
- Baleares (Cité des)
- Baléares (Rond-Point des)
- Banyoles (Rue de)
- Banyuls-sur-Mer (Avenue du)
- Barande (Rue)
- Barcarolles (Rue des)
- Barcelone (Quai de)
- Barral (Impasse du)
- Barre (Rue de la)
- Barthelemy Thimonnier (Rue)
- Barthélemy Xatard (Impasse)
- Bas Vernet
- Basse (Chemin de la)
- Basse (Traverse de la)
- Bastion Saint-Dominique (Rue du)
- Bastion Saint-François (Rue du)
- Baudile-Jean-Louis Companyo (Impasse)
- Bearn (Mas)
- Bearn (Rue du)
- Beausejour (Mas)
- Beausejour (Rue)
- Beausoleil (Rue)
- Bel-Air (Impasse)
- Belfort (Avenue de)
- Belfort (Impasse de)
- Belgique (Place de)
- Bellevue (Résidence)
- Belloc (Mas)
- Benidorm (Rue de)
- Benjamin Franklin (Rue)
- Benoît Fourneyron (Rue)
- Bérenger de Palasol (Rue)
- Berga (Rue de)
- Bergere (Impasse)
- Bergeronnettes (Rue des)
- Berlin (Avenue de)
- Bernard Courtois (Rue)
- Bernard Fernand (Rue)
- Bernard Palissy (Rue)
- Bernat Desclot (Rue)
- Bernat Metge (Rue)
- Berthe Morisot (Rue)
- Besalú (Rue de)
- Bigorre (Rue, de la)
- Bir Hakeim (Square)
- Bisbal (Rue de la)
- Blaise Pascal (Rue)
- Blanche Selva (Rue)
- Blanes (Rue de)
- Blasco Ibanez (Rue)
- Bohemiens (Rue des)
- Bompas (Ancien Chemin de)
- Bompas (Route de)
- Bompas (Traverse de)
- Bon Secours (Au)
- Bonaventura Carlos Aribau (Rue)
- Bonaventure Petit (Rue)
- Bonnette (Mas de la)
- Bosquet (Rue du)
- Bossut (Camp)
- Bouillouses (Rue des)
- Boulès (Avenue du)
- Boulou (Rue du)
- Bouvreuils (Rue des)
- Bresson Est (Mas)
- Bresson Ouest (Mas)
- Brice Bonnery (Rue)
- Brice Fleutiaux (Allée)
- Briqueterie (Rue de la)
- Bruno (Mas)
- Bruxelles (Avenue de)
- Buissons (Rue des)
- Butte (Rue de la)

## C
- Haut – A
- B
- C
- D
- E
- F
- G
- H
- I
- J
- K
- L
- M
- N
- O
- P
- Q
- R
- S
- T
- U
- V
- W
- X
- Y
- Z

- Cabestany (Route de)
- Cabestany (Rue de)
- Cabestany (Rue, de)
- Cabestany A Chat Rous (Chemin de)
- Cabestany à Bompas (Chemin de)
- Cabestany à Villelongue (Chemin de)
- Cadaques (Rue de)
- Calanques (Rue des)
- Calella (Rue de)
- Calmeilles (Rue de)
- Camelias (Allée des)
- Cami Fondo
- Cami Fondo (Chemin de)
- Cami de la Coma Serra
- Cami de la Sal
- Cami del Crest
- Camille Corot (Rue)
- Camille Desmoulins (Rue)
- Camille Guérin (Rue)
- Camille Jourdan (Rue)
- Camille Pelletan (Rue)
- Camille Saint-Saëns (Rue)
- Camin de Las Vinyes
- Camp del Rey (Rue du)
- Camp del Tor (Rue du)
- Camporells (Rue des)
- Camprodon (Rue de)
- Can-Partere (Rue de)
- Canaris (Rue des)
- Canet (Route de)
- Canet (Rue de)
- Canigou (Avenue du)
- Canohes (Route de)
- Canteroux (Mas)
- Cap Béar (Avenue du)
- Capcir (Rue du)
- Capitaine Dieude (Rue du)
- Capucines (Impasse des)
- Cardeurs (Impasse des)
- Cardeurs (Rue des)
- Carignans (Rue des)
- Carles Riba (Rue)
- Carlettes (Rue des)
- Carlitte (Rue du)
- Carlo Schmid (Rond-Point)
- Carmes (Rue des)
- Carol (Rue du)
- Caroubiers (Rue des)
- Carrerrasse (Chemin de la)
- Carsalade du Pont (Avenue)
- Caserne Saint-Jacques (Rue de la)
- Caserne Saint-Martin (Rue de la)
- Casimir Davaine (Rue)
- Cassagne (Mas)
- Castell (Place du)
- Castell Rossello
- Castillet (Résidence, du)
- Castillet (Rue du)
- Catalogne (Place de)
- Catalunya
- Cazottes (Mas)
- Cèdres (Rue des)
- Ceps (Rue des)
- Cerdagne (Rue de)
- Ceret (Avenue de)
- Cerisiers (Rue des)
- César Franck (Rue)
- Chalets (Rue des)
- Champs (Rue des)
- Chantier (Rue du)
- Chapelle (Place de la)
- Chapelle (Traverse de la)
- Chardonnerets (Rue des)
- Charentes (Square, des)
- Charlemagne (Chemin de)
- Charles Baudelaire (Rue)
- Charles Blanc (Rue)
- Charles Bordes (Rue)
- Charles Bozon (Rue)
- Charles Brennus (Rue)
- Charles Coulomb (Rue)
- Charles Cros (Rue)
- Charles Daviler (Rue)
- Charles Deperet (Avenue)
- Charles Despiau (Rue)
- Charles Dickens (Rue)
- Charles Fabry (Rue)
- Charles Gide (Rue)
- Charles Gounod (Rue)
- Charles Hermite (Place)
- Charles Lebrun (Rue)
- Charles Lecocq (Rue)
- Charles Leconte de Lisle (Rue)
- Charles Nicolle (Rue)
- Charles Nodier (Rue)
- Charles Péguy (Rue)
- Charles Pelissier (Rue)
- Charles Percier (Rue)
- Charles Perrault (Rue)
- Charles Pozzi (Rue)
- Charles Pranhard (Place)
- Charles Pranhard (Rue)
- Charles Renouvier (Rue)
- Charles Richet (Rue)
- Charles Rigoulot (Rue)
- Charles Tellier (Rue)
- Charles de Montesquieu (Rue)
- Charles-François Daubigny (Rue)
- Charmilles (Rue des)
- Chasselas (Rue du)
- Château (Rue du)
- Château-Roussillon (Chemin de)
- Château-Roussillon (Traverse de)
- Chenard et Walcker (Rue)
- Chênes (Allée des)
- Chevalet (Rue du)
- Chèvrefeuilles (Rue des)
- Christian Berard (Rue)
- Christian Cabrol (Rue)
- Ciel Bleu (Lotissement)
- Cigale d'Or (Rue de la)
- Cigales (Impasse des)
- Cigales (Rue des)
- Cimetière Saint-Mathieu (Rue du)
- Cité Bartissol (Impasse)
- Cité Bartissol (Impasse)
- Cité Bartissol (Rue)
- Claude Bernard (Rue)
- Claude Berri (Rue)
- Claude Chabrol (Rue)
- Claude Chappe (Rue)
- Claude Clodion (Rue)
- Claude Debussy (Rue)
- Claude Favre de Vaugelas (Rue)
- Claude Forbin (Rue)
- Claude Lorrain (Rue)
- Claude Marty (Rue)
- Claude Monet (Rue)
- Claude Nicolas Ledoux (Rue)
- Claude Sautet (Rue)
- Claude de Saint-Simon (Rue)
- Claudio Monteverdi (Rue)
- Clématites (Rue des)
- Clément Ader (Rue)
- Clément Marot (Rue)
- Cloche d'Or (Rue de la)
- Clos Banet (Rond-Point du)
- Clos Banet (Rue du)
- Codina (Mas)
- Col de Lli (Rue du)
- Col de Mantet (Rue du)
- Col de Marialles (Rue du)
- Col de Segalles (Rue du)
- Col de la Cirere (Rue du)
- Col de la Cirère (Rue, du)
- Colin Biart (Rue)
- Collioure (Rue de)
- Colomina
- Colomina d'Oms
- Colomina d'Oms Est
- Colomina d'Oms Ouest
- Colonel Alfred Arbanère (Place du)
- Colonel Alphonse d'Ornano (Rue du)
- Colonel Cayrol (Boulevard du)
- Colonel de Saint-Aubin (Rue)
- Coma Serra Nord (Mas)
- Coma Serra Sud (Mas)
- Coma d'Or (Impasse du)
- Côme-Damien Hortola (Rue)
- Commandant Ernest Soubielle (Avenue du)
- Commandant Jean Bazy (Rue)
- Commandant Jean-Baptiste Charcot (Rue du)
- Commandant Michel Doutres (Rue)
- Commères (Rue des)
- Conflent (Boulevard du)
- Conflent (Chemin du)
- Conflent (Impasse du)
- Convention (Rue de la)
- Copenhague (Rond-Point, de)
- Coqs (Impasse des)
- Coquelicots (Rue des)
- Corail (Rue du)
- Corbières (Rue des)
- Corbusier (Rue le)
- Cordonniers (Rue des)
- Corneilla del Vercol (Rue de)
- Correc Del Siure
- Corse (Rue, de la)
- Cosprons (Rue de)
- Costa Brava (Place de la)
- Coste (Mas)
- Costes et Le Brix (Rue)
- Côte Radieuse (Avenue de la)
- Côte Saint-Sauveur (Rue de la)
- Côte Vermeille (Avenue de la)
- Cote des Carmes (Rue)
- Couchant (Rue du)
- Coudriers (Square, des)
- Couloumines d'Oms
- Coumelade (Rue de la)
- Courlis (Rue des)
- Courragade
- Couvent de la Merci (Rue du)
- Couverte (Rue)
- Cr 7 de Cabestany A Bompas
- Cuirassiers (Rue des)
- Cyclamens (Rue des)
- Cygne (Rue du)
- Cyprès (Allée des)
- Cyr Amanrich (Rue)
- Cytises (Rue des)

## D
- Haut – A
- B
- C
- D
- E
- F
- G
- H
- I
- J
- K
- L
- M
- N
- O
- P
- Q
- R
- S
- T
- U
- V
- W
- X
- Y
- Z

- Dahlias (Rue des)
- Daniel Merillon (Place)
- Del Jas (Chemin)
- Del Vives (Résidence)
- Denis Diderot (Rue)
- Denis Fustel de Coulanges (Rue)
- Denis Papin (Rue)
- del Sereno (Rue)
- del Vives (Chemin)
- dels Xirmens (Chemin)
- Déodat de Séverac (Rue)
- Depere (Mas)
- Deveze (Rue de la)
- Diaz (Lotissement)
- Diderot Prolongee (Rue)
- Didier Daurat (Rue)
- Didier Pironi (Rue)
- Diègo Velasquez (Rue)
- Division (Impasse de la)
- Docteur Afred Rives (Rue du)
- Docteur Albert Schweitzer (Avenue du)
- Docteur Baillat (Rue du)
- Docteur Bouillaud (Rue du)
- Docteur Francis Montane (Rue du)
- Docteur Grenier (Rue du)
- Docteur Henri Bonzoms (Rue du)
- Docteur Henri Ey (Rue du)
- Docteur Jean-Louis Torreilles (Avenue)
- Docteur Joseph Dénoyés (Boulevard)
- Docteur Koch (Rue du)
- Docteur Léon Rouanet (Rue du)
- Docteur Parcé (Rue du)
- Docteur Pous (Rue du)
- Docteur Talairach (Impasse du)
- Docteur Zamenhoff (Rue)
- Docteurs Donnezan (Rue des)
- Dominique Ingres (Rue)
- Dominique-Marie-Joseph Henry (Rue)
- Donat Est (Mas)
- Donat Ouest (Mas)
- Donat Sud (Mas)
- Dragons (Rue des)
- Dublin (Rue de)
- Ducup (Parc)
- Ducup de Saint-Paul (Impasse)
- Ducup de Saint-Paul (Rue)
- Dumont d'Urville (Place)
- Dumont d'Urville (Rue)

## E
- Haut – A
- B
- C
- D
- E
- F
- G
- H
- I
- J
- K
- L
- M
- N
- O
- P
- Q
- R
- S
- T
- U
- V
- W
- X
- Y
- Z

- Eaux Vives (Avenue des)
- Echevins (Passage des)
- Echevins (Rue des)
- École (Rue de l')
- Edgar Degas (Rue)
- Edgar Quinet (Rue)
- Edme Mariotte (Rue)
- Edmond Audran (Rue)
- Edmond Bartissol (Rue)
- Edmond Brazès (Rue)
- Edmond Rostand (Rue)
- Édouard (Rue)
- Édouard Belin (Rue)
- Édouard Bourdet (Rue)
- Édouard Branly (Rue)
- Edouard Lalo (Rue)
- Édouard Le Roy (Esplanade)
- Édouard Manet (Rue)
- Édouard Vaillant (Rue)
- Église Saint-Jacques (Rue de l')
- Église de la Real (Rue de l')
- El Llenya
- El Pas Del Suire
- Éleuthère Mascart (Rue)
- Elie Delcros (Rue)
- Elie de Beaumont (Passage)
- Elie de Beaumont (Rue)
- Élisabeth Vigée-Lebrun (Rue)
- Elisee Reclus (Rue)
- Elne (Route d')
- Embruns (Rue des)
- Émile Boix (Rue)
- Émile Clapeyron (Rue)
- Émile Combes (Rue)
- Émile Drancourt (Impasse)
- Émile Littré (Rue)
- Émile Pouvillon (Rue)
- Émile Roudayre (Avenue)
- Émile Salmson (Rue)
- Émile Zola (Impasse)
- Émile Zola (Rue)
- Emmanuel Brousse (Rue)
- Emmanuel Chabrier (Impasse)
- Emmanuel Chabrier (Place)
- Emmanuel Chabrier (Rue)
- Emmanuel Fremiet (Rue)
- Emmanuel Héré (Rue)
- Empereur (Mas de l')
- Emporda (Rue de l')
- Empuries (Rue d')
- en Calce (Rue d')
- En Vinyals (Moulin d')
- Enfer (Rue de l')
- Enric Morera (Rue)
- Enrique Granados (Rue)
- Eole (Avenue)
- Epiceas (Allée des)
- Érables (Allée des)
- Erckmann-Chatrian (Rue)
- Éric Rohmer (Rue)
- Ernest Chausson (Rue)
- Ernest Hemingway (Rue)
- Ernest Lavisse (Rue)
- Ernest Meissonier (Rue)
- Ernest Renan (Rue)
- Espagne (Avenue d')
- Espagne (Route d')
- Espagne Cc Porte Espagne (Avenue d')
- Espaliers (Rue des)
- Esplanades (Place des)
- Esprit Auber (Rue)
- Estartit (Rue d')
- Estienne (Rue des)
- Étang Long (Chemin de l')
- Étienne Bobo (Rue)
- Étienne Dolet (Rue)
- Étienne Falconet (Rue)
- Étienne Lacépède (Rue)
- Étienne Lenoir (Rue)
- Étienne Mehul (Rue)
- Étienne Terrus (Rue)
- Étienne-Louis Boullée (Rue)
- Etroite (Rue)
- Ettore Bugatti (Rue)
- Eugène Bourdon (Rue)
- Eugène Chevreul (Rue)
- Eugène Delacroix (Rue)
- Eugene Dupre (Rue)
- Eugene Flachat (Rue)
- Eugène Freyssinet (Rue)
- Eugène Paz (Passage)
- Eugène Paz (Rue)
- Eugène Sauvy (Rue)
- Eugène Sue (Rue)
- Eugène Viollet Le Duc (Rue)
- Europe (Place de l')
- Eychenne Grand Nord
- Eychenne Grand Nord
- Eychenne Grand Sud

## F
- Haut – A
- B
- C
- D
- E
- F
- G
- H
- I
- J
- K
- L
- M
- N
- O
- P
- Q
- R
- S
- T
- U
- V
- W
- X
- Y
- Z

- Fabriques Couvertes (Rue des)
- Fabriques d'en Nabot (Rue des)
- Fabriques d'en Nadals (Rue des)
- Faisan (Rue du)
- Farines (Rue des)
- Fauceille (Chemin de la)
- Fauvettes (Rue des)
- Federico Fellini (Rue)
- Felibres (Impasse des)
- Félix Gras (Rue)
- Félix Mercader (Boulevard)
- Félix Nadar (Rue)
- Félix Trombe (Rue)
- Fer à Cheval (Rue du)
- Ferdinand Buisson (Rue)
- Ferdinand Dutert (Rue)
- Ferdinand Hérold (Rue)
- Fernand Berta (Rue)
- Fernand Forest (Rue)
- Fernand Leger (Rue)
- Fernand Vaquer (Rue)
- Fernand de Chefdebien (Avenue)
- Fernando Sor (Rue)
- Ferréol Coupet (Impasse)
- Figueras (Rue de)
- Figuier (Rue du)
- Firmin Didot (Rue)
- Flandre Dunkerque (Rond-point)
- Floreal (Rue)
- Flots (Rue des)
- Foment de la Sardane (Boulevard du)
- Fons Godail (Rue)
- Font Coberta Est
- Font Coberta Nord
- Font Froide (Rue)
- Font Viva (Rue de la)
- Fontaine Neuve (Place)
- Fontaine Neuve (Rue)
- Fontaine Saint-Martin (Rue)
- Fontaine na Pincarda (Rue)
- Fontaine na Pincarda (Traverse)
- Forca Real (Rue de)
- Formigou (Chemin du)
- Fort Saint-Elme (Rue du)
- Fort de Bellegarde (Rue du)
- Foulon (Impasse du)
- Four Saint-François (Rue du)
- Four Saint-Jacques (Rue du)
- Four Saint-Jean (Rue du)
- France Libre (Boulevard de la)
- Francfort (Avenue de)
- Francis Garnier (Rue)
- Francis Poulenc (Rue)
- Francisco Ferrer (Rue)
- Francisco Goya (Rue)
- Francisco Tarrega (Rue)
- Franco-Espagnole (Rue)
- François Arago (Rue)
- François Arago (Square)
- François Batllo (Quai)
- Francois Blondel (Place)
- François Blondel (Rue)
- François Boher (Rue)
- François Boieldieu (Rue)
- François Boucher (Rue)
- François Broussais (Rue)
- François Cevert (Rue)
- François Coppée (Rue)
- François Couperin (Rue)
- François Delcos (Rue)
- François Fénelon (Rue)
- François François Xavier Antoine de Llucia (Rue)
- François Mansart (Rue)
- François Marceau (Rue)
- François Marie Voltaire (Rue)
- François Pilâtre de Rozier (Rue)
- François Rabelais (Rue)
- François Raspail (Rue)
- François Rude (Rue)
- François Servent (Rue)
- François Soler (Rue)
- François Tresserre (Rue)
- François Truffaut (Rue)
- François Viète (Rue)
- François Villon (Rue)
- François Xavier Bichât (Rue)
- François de Boisrobert (Rue)
- François de Fossa (Rue)
- François de Malherbe (Rue)
- François-Christophe Kellermann (Rue)
- François-René de Chateaubriand (Rue)
- Frantz Reichel (Rue)
- Frédéric (Rue)
- Frédéric Bartholdi (Rue)
- Frédéric Chopin (Impasse)
- Frédéric Chopin (Rue)
- Frédéric Escanye (Rue)
- Frédéric Mistral (Boulevard)
- Frédéric Paul Thiers (Rue)
- Frédéric Valette (Rue)
- Frênes (Allée des)
- Frères Lumière (Rue des)
- Frères Morane (Rue des)
- Frères Rosny (Rue des)
- Frères Voisin (Rue des)
- Frères de Montgolfier (Rue des)
- Fresnel (Rue)
- Fructidor (Rue)
- Fusains (Rue des)
- Fusillés de Juillet 1944 (Rue de)
- Fusterie (Rue de la)

## G
- Haut – A
- B
- C
- D
- E
- F
- G
- H
- I
- J
- K
- L
- M
- N
- O
- P
- Q
- R
- S
- T
- U
- V
- W
- X
- Y
- Z

- Gabriel (Rue des)
- Gabriel Andral (Rue)
- Gabriel Baille (Rue)
- Gabriel Farrail (Rue)
- Gabriel Fauré (Rue)
- Gabriel François Miro (Rue)
- Gabriel Lippmann (Rue)
- Gabriel Péri (Place)
- Gabriel de Mably (Rue)
- Gaby Andreu (Rue)
- Gaffard (Mas)
- Galceran de Villaseca (Rue)
- Galcerand de Villaseca (Impasse)
- Ganganeil (Rue du)
- Ganganeil (Traverse, du)
- Garrigole (Rue de la)
- Gascogne (Rue de la)
- Gaspard Coriolis (Rue)
- Gaspard Monge (Rue)
- Gaston Gadel (Avenue)
- Gauze (Mas)
- Général Charles de Gaulle (Avenue du)
- Général Derroja (Rue)
- Général Guillaut (Avenue)
- Général Jean Gilles (Avenue du)
- Général Legrand (Rue du)
- Genes (Rond-Point, de)
- Genêt d'Or (Rue du)
- Geneve (Quai de)
- Genévriers (Rue des)
- Géo André (Rue)
- Geoffroy Saint-Hilaire (Rue)
- Georg Friedrich Händel (Square)
- George Rodger (Rue)
- George Sand (Rue)
- Georges Auric (Rue)
- Georges Bernanos (Rue)
- Georges Bizet (Rue)
- Georges Bondurand (Rue)
- Georges Braque (Rue)
- Georges Buffon (Rue)
- Georges Caustier (Avenue)
- Georges Clemenceau (Boulevard)
- Georges Courteline (Rue)
- Georges Cuvier (Rue)
- Georges Duhamel (Rue)
- Georges Franju (Rue)
- Georges Latil (Rue)
- Georges Lavagne (Rue)
- Georges Méliès (Rue)
- Georges Pezieres (Rue)
- Georges Rives (Rue)
- Georges Rouault (Rue)
- Georges Seurat (Rue)
- Georges Sorel (Rue)
- Georges Vallerey (Rue)
- Géraniums (Rue des)
- Gérard de Nerval (Rue)
- Germain Boffrand (Place)
- Germain Soufflot (Rue)
- Germaine Tailleferre (Rue)
- Gerone (Avenue de)
- Gibrassa Ouest
- Gibrassa Sud
- Gilbert Brutus (Avenue)
- Gioacchino Rossini (Rue)
- Giroflées (Rue des)
- Glacière (Chemin de la)
- Glacis (Rue du)
- Glaieuls (Impasse des)
- Glaieuls (Rue des)
- Glycines (Rue des)
- Goémons (Place des)
- Goémons (Rue des)
- Goncourt (Rue des)
- Gouell (Rue)
- Gramme (Rue)
- Grand Large (Avenue du)
- Grande des Fabriques (Rue)
- Grande la Monnaie (Rue)
- Grande la Real (Impasse)
- Grande la Real (Rue)
- Grande-Bretagne (Avenue de)
- Grappes (Rue des)
- Grenadiers (Rue des)
- Grillons (Passage des)
- Grillons (Rue des)
- Grives (Rue des)
- Guillaume Amarell (Rue)
- Guillaume Apollinaire (Rue)
- Guillaume Dauder de Selva (Rue)
- Guillaume Dupuytren (Rue)
- Guillaume François Rouelle (Rue)
- Guillaume Gitard (Rue)
- Guillem Sagrera (Rue)
- Guillem de Cabestany (Chemin)
- Gumersind Gomila (Rue)
- Gustave Courbet (Rue)
- Gustave Eiffel (Rue)
- Gustave Flaubert (Rue)
- Gustave Moreau (Rue)
- Gustave Roussy (Rue)
- Gustave Violet (Rue)
- Guy de Chauliac (Rue)
- Guy de Maupassant (Rue)
- Guyenne (Rue)
- Guynemer (Avenue)
- Guynemer (Place)

## H
- Haut – A
- B
- C
- D
- E
- F
- G
- H
- I
- J
- K
- L
- M
- N
- O
- P
- Q
- R
- S
- T
- U
- V
- W
- X
- Y
- Z

- Hanovre (Quai de)
- Haut Vernet
- Haut Vernet Est
- Hector Guimard (Rue)
- Hélène Boucher (Rue)
- Henri Abbadie (Rue)
- Henri Bergson (Avenue)
- Henri Berton (Rue)
- Henri Bonnarel (Rue)
- Henri Boutet (Rue)
- Henri Desgrange (Rue)
- Henri Escarra (Rue)
- Henri Fabre (Rue)
- Henri Fantin-Latour (Rue)
- Henri Farman (Rue)
- Henri Georges Clouzot (Rue)
- Henri Giffard (Rue)
- Henri Guillaumet (Rue)
- Henri Laborit (Rue)
- Henri Labrouste (Rue)
- Henri Langlois (Rue)
- Henri Matisse (Impasse)
- Henri Matisse (Rue)
- Henri Meilhac (Rue)
- Henri Moissan (Rue)
- Henri Mondor (Rue)
- Henri Pitot (Rue)
- Henri Poincaré (Boulevard)
- Henri Ribère (Avenue)
- Henri Ribère (Impasse)
- Henri Rochefort (Rue)
- Henri Sauvage (Rue)
- Henri Stendhal (Rue)
- Henri Verneuil (Rue)
- Henri de Lacaze Duthiers (Place)

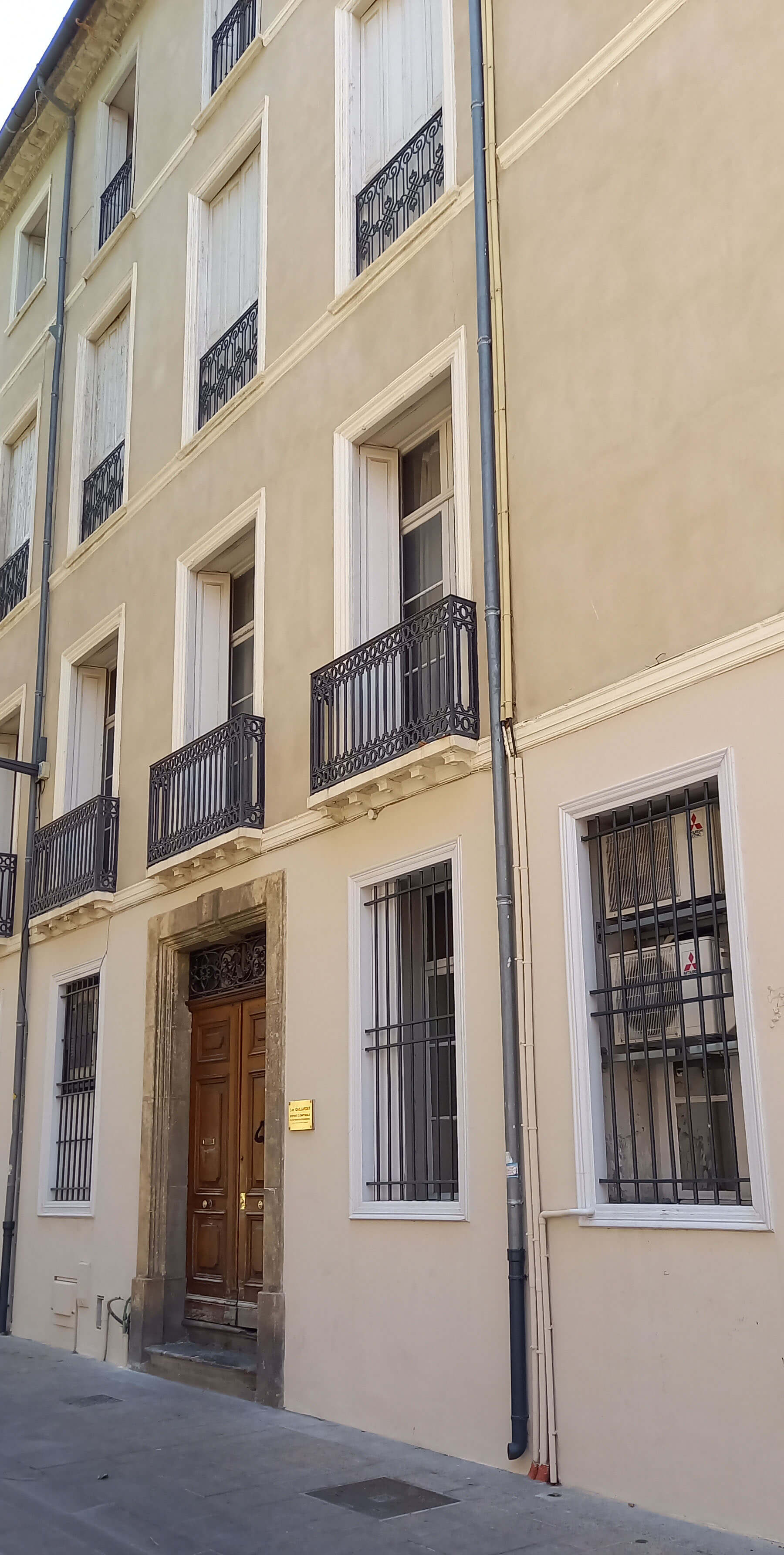
2 rue de l horloge : comité du secours aux blessés militaires (Croix-Rouge) de 1889 à 1894

- Henri de Lacaze-Duthiers (Passage)
- Henri de Lacaze-Duthiers (Rue)
- Henri de Régnier (Rue)
- Henri de Toulouse-Lautrec (Rue)
- Henri de Turenne (Place)
- Henri de Turenne (Rue)
- Henry Aragon (Rue)
- Henry Bataille (Rue)
- Henry Le Chatelier (Rue)
- Henry Potez (Rue)
- Henry de Montherlant (Rue)
- Héraults (Rue des)
- Hippolyte Després (Rue)
- Hippolyte Taine (Rue)
- Hirondelles (Chemin des)
- Hirondelles (Rue des)
- Hlm Champ de Mars
- Hlm Saint-Louis (Résidence)
- Hlm Vernet Salanque (Cité)
- Hlm du Petit Vivier
- Hoche (Rue)
- Honoré Daumier (Rue)
- Honoré de Balzac (Rue)
- Hôpital (Rue de l')
- Horace Chauvet (Rue)
- Horace Vernet (Rue)
- Horloge (Rue de l')
- Horte (Impasse de l')
- Hortensias (Rue des)
- Hortolana (Rue de l')
- Horts de Negabous
- Horts de Sant Esteve
- Houle (Impasse de la)
- Houle (Rue de la)
- Huile (Place de l')
- Hyacinthe Manera (Rue)
- Hyacinthe Rigaud (Rue)

## I
- Haut – A
- B
- C
- D
- E
- F
- G
- H
- I
- J
- K
- L
- M
- N
- O
- P
- Q
- R
- S
- T
- U
- V
- W
- X
- Y
- Z

- Ibiza (Rue de)
- Iena (Rue d')
- Ignaci Iglesias (Rue)
- Ildefons Cerda (Rue)
- Illiberis (Rue d')
- Incendie (Rue de l')
- Industrie (Avenue de l')
- Ingmar Bergman (Rue)
- International Saint-Charles (Marché)
- Iris (Rue des)
- Isabey (Rue)
- Isidore Hondrat (Rue)

## J
- Haut – A
- B
- C
- D
- E
- F
- G
- H
- I
- J
- K
- L
- M
- N
- O
- P
- Q
- R
- S
- T
- U
- V
- W
- X
- Y
- Z

- Jacint Verdaguer (Rue)
- Jacinthes (Rue des)
- Jacques Antoine (Rue)
- Jacques Audiberti (Rue)
- Jacques Callot (Rue)
- Jacques Cartier (Rue)
- Jacques Daguerre (Rue)
- Jacques Demy (Rue)
- Jacques Deray (Rue)
- Jacques Duban (Rue)
- Jacques Dugommier (Rue)
- Jacques Gamelin (Rue)
- Jacques Henri Esperandieu (Rue)
- Jacques Ibert (Rue)
- Jacques Lemercier (Rue)
- Jacques Mach (Rue)
- Jacques Manuel (Rue)
- Jacques Monod (Rue)
- Jacques Offenbach (Impasse)
- Jacques Premier (Rue)
- Jacques Tati (Rue)
- Jacques Thibaud (Rue)
- Jacques Tréfouël (Rue)
- Jacques de Lacretelle (Rue)
- Jacques de Noëll (Impasse)
- Jacques-François Gallay (Rue)
- Jacques-Henri Lartigue (Rue)
- James Joule (Rue)
- James Watt (Rue)
- Jardin Botanique (Rue du)
- Jardin Botanique (Traverse du)
- Jardin d'Enfants (Rue du)
- Jardins (Rue des)
- Jardins Saint Louis (Rue des)
- Jardins Saint-Jacques (Chemin des)
- Jardins Saint-Jacques (Rond-Point des)
- Jasmin (Rue du)
- Jean Aicard (Rue)
- Jean Alcover (Impasse)
- Jean Alcover (Rue)
- Jean Alesi (Impasse)
- Jean Alesi (Rue)
- Jean Amade (Rue)
- Jean Antoine Houdon (Rue)
- Jean Bailly (Rue)
- Jean Baptiste Le Pere (Rue)
- Jean Baptiste Lemoyne (Rue)
- Jean Baptiste Molière (Rue)
- Jean Bart (Rue)
- Jean Bertran de Balanda (Rue)
- Jean Bouin (Place)
- Jean Bouin (Rue)
- Jean Bourrat (Boulevard)
- Jean Brunet (Rue)
- Jean Bullant (Rue)
- Jean Chaptal (Rue)
- Jean Clouet (Rue)
- Jean Cocteau (Rue)
- Jean Corvisart (Rue)
- Jean Cousin (Rue)
- Jean Cruveilhier (Rue)
- Jean Esquirol (Rue)
- Jean Fouquet (Rue)
- Jean François Chalgrin (Rue)
- Jean Galia (Rue)
- Jean Giono (Avenue)
- Jean Giraudoux (Avenue)
- Jean Goujon (Rue)
- Jean Gremillon (Rue)
- Jean Guibeaud (Rue)
- Jean Guirail (Rue)
- Jean Guiter (Rue)
- Jean Jacques Pradier (Rue)
- Jean Jaurès (Place)
- Jean Laffon (Rue)
- Jean Lambert (Rue)
- Jean Maler (Rue)
- Jean Manalt (Rue)
- Jean Mermoz (Avenue)
- Jean Mermoz (Rue)
- Jean Michel Chevotet (Rue)
- Jean Moreas (Rue)
- Jean Moulin (Place)
- Jean Payra (Place)
- Jean Payra (Rue)
- Jean Pecquet (Rue)
- Jean Perrin (Rue)
- Jean Racine (Rue)
- Jean Reboul (Rue)
- Jean Ribière (Allée)
- Jean Richepin (Rue)
- Jean Rière (Rue)
- Jean Rosenbach (Rue)
- Jean Sabrazes (Rue)
- Jean Victor Poncelet (Rue)
- Jean Vielledent (Rue)
- Jean Vigo (Rue)
- Jean d'Alembert (Rue)
- Jean d'Orbais (Rue)
- Jean de La Bruyere (Impasse)
- Jean de La Bruyere (Rue)
- Jean de La Fontaine (Rue)
- Jean de Lattre de Tassigny (Quai)
- Jean de Noguer (Rue)
- Jean-Albert Grégoire (Rue)
- Jean-Auguste Brutails (Rue)
- Jean-Auguste Margueritte (Rue)
- Jean-Baptiste Belloc (Rue)
- Jean-Baptiste Biot (Rue)
- Jean-Baptiste Carpeaux (Rue)
- Jean-Baptiste Chardin (Rue)
- Jean-Baptiste Colbert (Rue)
- Jean-Baptiste Delambre (Rue)
- Jean-Baptiste Duchalmeau (Rue)
- Jean-Baptiste Greuze (Rue)
- Jean-Baptiste Lulli (Rue)
- Jean-Baptiste Molière (Rue)
- Jean-Baptiste Oudry (Rue)
- Jean-Baptiste de Lamarck (Place)
- Jean-Baptiste de Lamarck (Rue)
- Jean-Baptiste van Loo (Rue)
- Jean-François Marmontel (Rue)
- Jean-François Millet (Rue)
- Jean-Honoré Fragonard (Rue)
- Jean-Jacques Rousseau (Impasse)
- Jean-Jacques Rousseau (Rue)
- Jean-Louis Forain (Rue)
- Jean-Marc Nattier (Rue)
- Jean-Marie Le Bris (Rue)
- Jean-Philippe Rameau (Rue)
- Jean-Pierre Blanchard (Rue)
- Jean-Pierre Campagne (Impasse)
- Jean-Pierre Melville (Rue)
- Jean-Pierre Pedrazzini (Rue)
- Jean-Pierre Wimille (Rue)
- Jean-Sébastien Bach (Rue)
- Jeanne Garnerin (Rue)
- Jeanne Jugan (Rue)
- Jeanne d'Arc (Rue)
- Jeannette (Rue)
- Jérusalem (Impasse de)
- Jeu de Paume (Rue du)
- Jeunes Années (Rue des)
- Joachim du Bellay (Rue)
- Joan Maragall (Rue)
- Joanot Martorell (Rue)
- Joaquin Albarran (Rue)
- Joe Rosenthal (Rue)
- Johann Gutenberg (Rue)
- Jonquera (Rue de la)
- Jordi Carbonell I Tries (Rue)
- Jose-Maria de Heredia (Allée)
- José-Maria de Heredia (Rue)
- Josep Pla (Rue)
- Joseph Anglada (Rue)
- Joseph Anselm Clave (Rue)
- Joseph Bertrand (Rue)
- Joseph Bocamy (Rue)
- Joseph Bonafont (Rue)
- Joseph Cabrit (Impasse)
- Joseph Cabrit (Rue)
- Joseph Carner (Rue)
- Joseph Cassanyes (Place)
- Joseph Charpentier (Impasse)
- Joseph Coma (Rue)
- Joseph Cugnot (Rue)
- Joseph Deloncle (Place)
- Joseph Denis (Rue)
- Joseph Despres (Place)
- Joseph Erre (Rue)
- Joseph Gay-Lussac (Rue)
- Joseph Jaume (Rue)
- Joseph Jerome Delalande (Rue)
- Joseph Marie Jacquard (Rue)
- Joseph Pal (Rue)
- Joseph Pomarola (Rue)
- Joseph Roumanille (Rue)
- Joseph Sauvy (Rue)
- Joseph Tastu (Rue)
- Joseph Tixeire (Rue)
- Joseph Xaupi (Rue)
- Joseph de la Tour d'Auvergne (Rue)
- Joseph-Louis Duc (Rue)
- Jotglars (Rue des)
- Juan Manuel Fangio (Rue)
- Jules Dalou (Rue)
- Jules Guesde (Rue)
- Jules Ladoumegue (Rue)
- Jules Massenet (Rue)
- Jules Michelet (Rue)
- Jules Pams (Rue)
- Jules Renard (Rue)
- Jules Romains (Rue)
- Jules Saloum (Rue)
- Jules Supervielle (Rue)
- Jules Verne (Rue)
- Jules-Émile Péan (Rue)
- Julien Duvivier (Rue)
- Julien Panchot (Avenue)
- Julien-Bernard Alart (Rue)
- Justes de France (Allée des)
- Justin Bardou-Job (Place)
- Justin Bardou-Job (Rue)
- Justin Pepratx (Rue)

## K
- Haut – A
- B
- C
- D
- E
- F
- G
- H
- I
- J
- K
- L
- M
- N
- O
- P
- Q
- R
- S
- T
- U
- V
- W
- X
- Y
- Z

- Kennedy (Lotissement)
- Kennedy Poste I (Residence)
- Kennedy Poste Ii (Résidence)

## L
- Haut – A
- B
- C
- D
- E
- F
- G
- H
- I
- J
- K
- L
- M
- N
- O
- P
- Q
- R
- S
- T
- U
- V
- W
- X
- Y
- Z

- La Bastide (Esplanade de)
- La Bergerie
- La Butte Est
- La Butte Ouest
- La Cadireta
- La Carrerrassa
- La Chaumiere
- La Citadelle
- La Colomina
- La Llabanere
- La Marinada
- La Misericorde Est
- La Misericorde Nord
- La Misericorde Sud
- La Perouse (Rue)
- La Poudriere Est
- La Poudriere Nord
- La Poudriere Ouest
- La Poudriere Sud
- Labedoyere (Rue)
- Lacépède (Impasse)
- Lafayette (Rue)
- Lalande (Rue)
- Lamanere (Rue de)
- Lamparos (Rue des)
- Languedoc (Avenue du)
- Lanterne (Rue de la)
- Laroque des Alberes (Rue de)
- Las Carlettes (Chemin de)
- Las Cobas
- Las Cobas (Rue, de)
- Las Costes (Chemin de)
- Las Palabas (Chemin, de)
- Las Passeres Rouges Est
- Latecoère (Rue)
- Latour-Bas-Elne (Rue de)
- Lauriers (Rue des)
- Lazare Escarguel (Cours)
- Lazare Escarguel (Rue)
- Ldt Champ de Mars
- Ldt Escale
- Ldt Jardins Saint Jacques
- Ldt Stand de Tir
- Ldt la Misericorde Sud
- Le Chemin du Sel Nord
- Le Chemin du Sel Sud
- Le Clos Banet
- Le Contour
- Le Petit Clos
- Le Vernet
- Le Vernet Nord
- Le Vernet Sud
- Lentilla (Place de la)
- Léo Delibes (Rue)
- Léo Lagrange (Rue)
- Léon Abblard (Rue)
- Léon Binet (Rue)
- Léon Bourgeois (Rue)
- Léon Brousse (Rue)
- Léon Condoret (Rue)
- Léon Dieude (Rue)
- Léon Gambetta (Place)
- Léon Levavasseur (Rue)
- Léon Serpolet (Rue)
- Léon Vaudoyer (Rue)
- Léon-Paul Fargue (Rue)
- Léonce Élie de Beaumont (Place)
- Léonce Marsal (Rue)
- Lérida (Rue de)
- Lérida (Rue, de)
- Les Arcades
- Les Arcades (Clos)
- les Cluses (Rue de)
- les Coves (Rue de)
- les Lloberes (Chemin de)
- Les Cinq Ponts
- Les Figueres
- Les Fontetes
- Les Garrigues
- Les Graves
- Les Lloberes
- Les Montinyes
- Les Passeres Roges Est
- Les Passeres Roges Ouest
- Les Pelades
- Les Pierrettes
- Les Pins
- Lesueur (Rue)
- Leverrier (Rue)
- Liberté (Place de la)
- Lices (Rue des)
- Lieutenant Farriol (Rue du)
- Lieutenant Gourbault (Rue du)
- Lieutenant Pruneta (Rue)
- Lilas (Rue des)
- Lisbonne (Rue, de)
- Liserons (Rue des)
- Llabenère (Chemin de la)
- Llansa (Rue de)
- Llaró (Mas)
- Llauro (Square de)
- Lloret de Mar (Rue de)
- Lluís Llach (Place)
- Loge (Place de la)
- Loge (Rue de la)
- Londres (Avenue de)
- Loriots (Rue des)
- Louis Auguste Blanqui (Place)
- Louis Auguste Blanqui (Rue)
- Louis Bausil (Rue)
- Louis Béguin (Rue)
- Louis Blanc (Rue)
- Louis Blériot (Rue)
- Louis Braille (Rue)
- Louis Caulas (Rue)
- Louis Charles Breguet (Rue)
- Louis Chevotet (Rue)
- Louis Codet (Rue)
- Louis David (Rue)
- Louis Delage (Rue)
- Louis Delaunay (Rue)
- Louis Delfau (Rue)
- Louis Desaix (Rue)
- Louis Esparre (Rue)
- Louis Jacques Thenard (Rue)
- Louis Malle (Rue)
- Louis Manalt (Allée)
- Louis Mercier (Rue)
- Louis Mouillard (Rue)
- Louis Neel (Rue)
- Louis Pasteur (Rue)
- Louis Pastre (Impasse)
- Louis Torcatis (Avenue)
- Louis Visconti (Rue)
- Louis de Bonnefoy (Rue)
- Louis de Bougainville (Impasse)
- Louis de Broglie (Avenue)
- Louis le Vau (Rue)
- Luc Dagobert (Impasse)
- Luc Dagobert (Rue)
- Luc de Vauvenargues (Rue)
- Lucien Deslinières (Rue)
- Lucien Rosengart (Rue)
- Lucioles (Chemin des)
- Ludovic Arrachart (Rue)
- Ludwig Van Beethoven (Rue)
- Luís Buñuel (Rue)
- Lune (Rue de la)
- Lunette du Ruisseau (Rue)
- Lycée (Avenue du)

## M
- Haut – A
- B
- C
- D
- E
- F
- G
- H
- I
- J
- K
- L
- M
- N
- O
- P
- Q
- R
- S
- T
- U
- V
- W
- X
- Y
- Z

- Macons (Impasse des)
- Maçons (Rue des)
- Madame Marie de Sévigné (Rue)
- Madame de Staël (Rue)
- Madeleine (Mas de la)
- Madeleine Bres (Rue)
- Madeloc (Rue)
- Madrid (Rue de)
- Magnolias (Allée des)
- Magnolias (Rue des)
- Mahé de La Bourdonnais (Rue)
- Mailloles
- Mailloles (Chemin de)
- Mailloles (Traverse de)
- Mailly (Rue)
- Main de Fer (Rue de la)
- Majorque (Rue de)
- Malaga (Rue de)
- Manche (Rue de la)
- Mangin (Caserne)
- Manolo (Passage)
- Manolo (Rue)
- Manuel de Falla (Place)
- Manyaques (Rue de)
- Marc Pierre (Allée)
- Marc Seguin (Rue)
- Marcel Aymé (Rue)
- Marcel Carne (Rue)
- Marcel Cerdan (Rue)
- Marcel Ducassy (Rue)
- Marcel Duchamp (Rue)
- Marcel Oms (Place)
- Marcel Parazols (Rue)
- Marcel Proust (Rue)
- Marcel Sembat (Rue)
- Marcel l'Herbier (Rue)
- Marcelin Albert (Avenue)
- Marceline Desbordes-Valmore (Rue)
- Marcellin Berthelot (Rue)
- Marchands (Rue des)
- Marché aux Bestiaux (Rue du)
- Marché de Gros (Rue du)

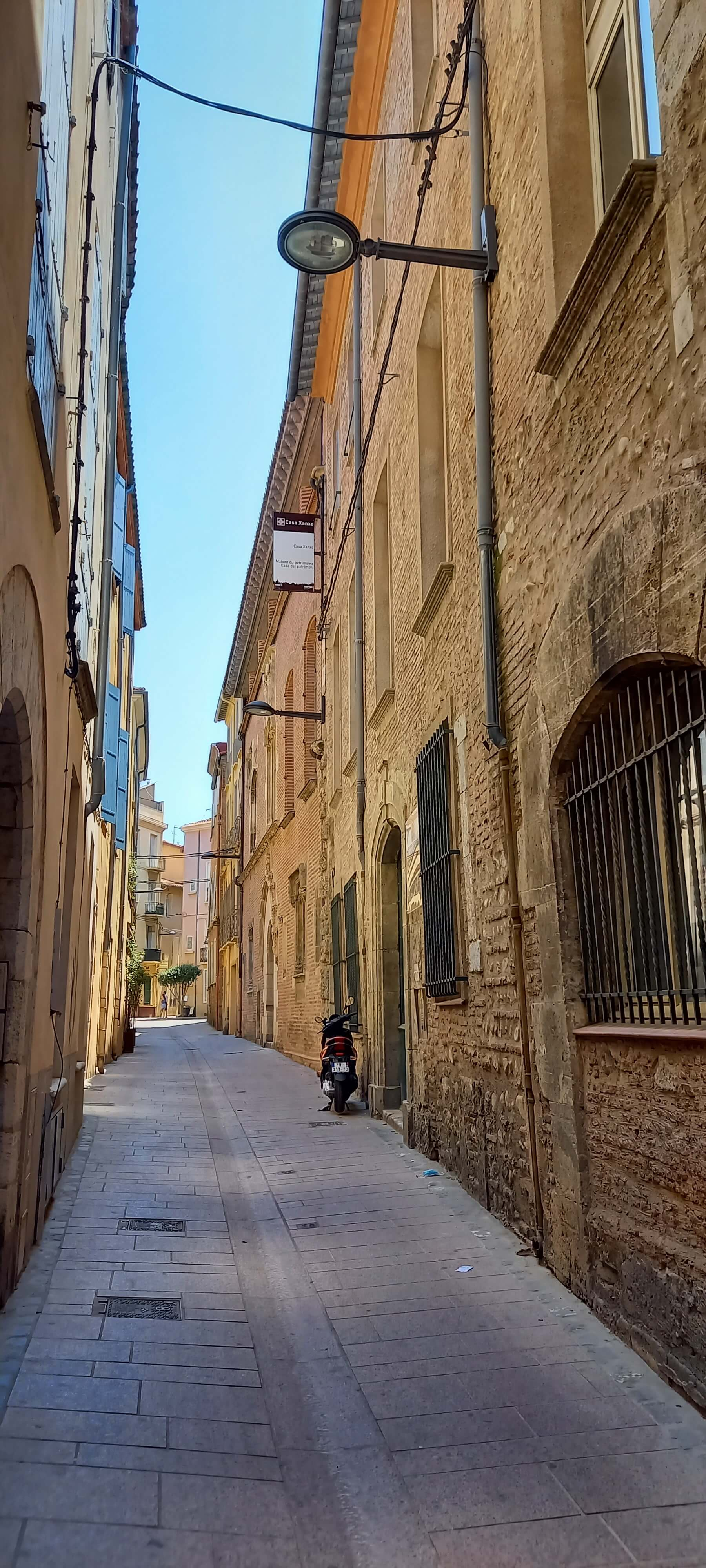
Rue de la main de fer

- Maréchal Alphonse Juin (Avenue du)
- Maréchal Foch (Rue du)
- Maréchal Joffre (Avenue)
- Maréchal Koenig (Avenue)
- Maréchal Lannes (Rue)
- Maréchal Leclerc (Avenue)
- Maréchal Ney (Rue)
- Marengo (Rue)
- Marguerite Yourcenar (Rue)
- Mariano Fortuny (Rue)
- Marie (Rue)
- Marie-Louis de Lassus (Cours)
- Marinade (Rue de la)
- Marinoni (Rue)
- Marius Berliet (Boulevard)
- Marius Blinval (Rue)
- Martinets (Rue des)
- Marty C.et Marc Pierre (Rue)
- Maryse Bastié (Rue)
- Maryse Hilsz (Rue)
- Mas Bourrat (Chemin du)
- Mas Bresson (Chemin du)
- Mas Cadène (Chemin du)
- Mas Codine (Chemin du)
- Mas Cufi (Chemin du)
- Mas Donat (Chemin du)
- Mas Donat (Rue du)
- Mas Ducup (Chemin du)
- Mas Grenier (Chemin du)
- Mas Jaubert (Impasse du)
- Mas Jaubert (Rue du)
- Mas Llaro (Place du)
- Mas Palegry (Chemin du)
- Mas Passama (Chemin du)
- Mas Picas (Chemin du)
- Mas Roca (Allée du)
- Mas Sabardeil (Lotissement)
- Mas Saint Jean (Impasse du)
- Mas Taillant (Chemin du)
- Mas Vermeille (Chemin du)
- Mas de Llaro (Chemin du)
- Massane (Avenue de la)
- Mathieu Orfila (Rue)
- Mathieu de Dombasle (Rue)
- Mathouets (Place des)
- Mathurin Régnier (Rue)
- Maureillas (Rue de)
- Maurell (Rue)
- Maurice Archambaud (Rue)
- Maurice Barrès (Rue)
- Maurice Bellonte (Avenue)
- Maurice Garin (Rue)
- Maurice Leblanc (Impasse)
- Maurice Lévy (Rue)
- Maurice Porra (Rue)
- Maurice Ravel (Rue)
- Maurice Rollinat (Rue)
- Maurice Tourneur (Rue)
- Maurice Trintignant (Rue)
- Maurice Utrillo (Rue)
- Max Havart (Rue)
- Max Jacob (Rue)
- Maximilien-Sébastien Foy (Rue)
- Medaillés de la Résistance (Rue des)
- Méditerranée (Esplanade)
- Menestrels (Rue des)
- Mercadiers (Rue des)
- Mercé Rodoreda (Rue)
- Meridien (Rue du)
- Mésanges (Rue des)
- Messidor (Rue)
- Métézeau (Rue des)
- Michael Faraday (Impasse)
- Michel Audiard (Rue)
- Michel Carola (Rue)
- Michel Chasles (Rue)
- Michel Dom Brial (Rue)
- Michel Sarda (Rue)
- Michel Torrent (Rue)
- Michel de Montaigne (Rue)
- Micocouliers (Rue des)
- Midi (Rue du)
- Miguel de Cervantes (Rue)
- Milan (Avenue de)
- Milhasson (Mas)
- Millet Prolongee (Rue)
- Mimosas (Clos des)
- Mimosas (Rue des)
- Minorque (Rue de)
- Miraflor (Mas)
- Miranda (Rue de la)
- Miséricorde (Chemin de la)
- Mistelles (Rue des)
- Mondony (Boulevard du)
- Mont-Louis (Rue de)
- Montalba (Square de)
- Montauriol (Rue de)
- Montbolo (Place de)
- Montescot (Rue de)
- Montesquieu (Square de)
- Montserrat (Rue de)
- Montserrat Caballé (Rue)
- Mosset (Impasse de)
- Mouettes (Rue des)
- Moulin Pares (Rue du)
- Moulin d'Orles (Route du)
- Mucio Miquel (Rue)
- Muga (Impasse de la)
- Muguet (Rue du)
- Munich (Rue de)
- Musee (Rue du)
- Myosotis (Rue des)

## N
- Haut – A
- B
- C
- D
- E
- F
- G
- H
- I
- J
- K
- L
- M
- N
- O
- P
- Q
- R
- S
- T
- U
- V
- W
- X
- Y
- Z

- N 612
- Naples (Rue de)
- Narbonne (Route de)
- Narcisse-Virgile Diaz (Rue)
- Narcisses (Rue des)
- Nature (Rue)
- Nd de la Roure (Rue)
- Negabous
- Negabous (Chemin de)
- Negabous (Pont de)
- Neuve (Rue)
- Niccolò Paganini (Rue)
- Nicéphore Niepce (Rue)
- Nicolas Appert (Rue)
- Nicolas Boileau (Rue)
- Nicolas Charlet (Rue)
- Nicolas Froment (Rue)
- Nicolas Lancret (Rue)
- Nicolas Lemery (Place)
- Nicolas Lemery (Rue)
- Nicolas Mignard (Rue)
- Nicolas Poussin (Rue)
- Nicolas Sadi Carnot (Quai)
- Nicolas de Largillière (Rue)
- Nicolas-Guillaume Coustou (Rue)
- Noël Coypel (Rue)
- Nohèdes (Rue de)
- Non Denommees (Voie)
- Nord (Zone industrielle)
- Notre-Dame (Rue)
- Notre-Dame de Vie (Rue)
- Notre-Dame du Coral (Rue)
- Nouveau Logis (Esplanade du)
- Nungesser et Coli (Boulevard)
- Nymphes (Rue des)

## O
- Haut – A
- B
- C
- D
- E
- F
- G
- H
- I
- J
- K
- L
- M
- N
- O
- P
- Q
- R
- S
- T
- U
- V
- W
- X
- Y
- Z

- Octave Mengel (Rue)
- Octave Mirbeau (Rue)
- Odilon Redon (Rue)
- Œillets (Rue des)
- Oiseaux (Allée des)
- Oiseaux (Rue des)
- Olivette
- Olivier Metra (Rue)
- Olivier de Serres (Rue)
- Oliviers (Rue des)
- Olot (Rue d')
- Oms (Rue d')
- Orangers (Rue des)
- Orfèvres (Place des)
- Orle Est
- Orle Ouest
- Orles (Chemin d')
- Orson Welles (Rue)
- Oslo (Impasse, d')

## P
- Haut – A
- B
- C
- D
- E
- F
- G
- H
- I
- J
- K
- L
- M
- N
- O
- P
- Q
- R
- S
- T
- U
- V
- W
- X
- Y
- Z

- Pablo de Sarasate (Rue)
- Paille (Passage de la)
- Paix (Rue de la)
- Paladins (Rue des)
- Palafrugell (Rue de)

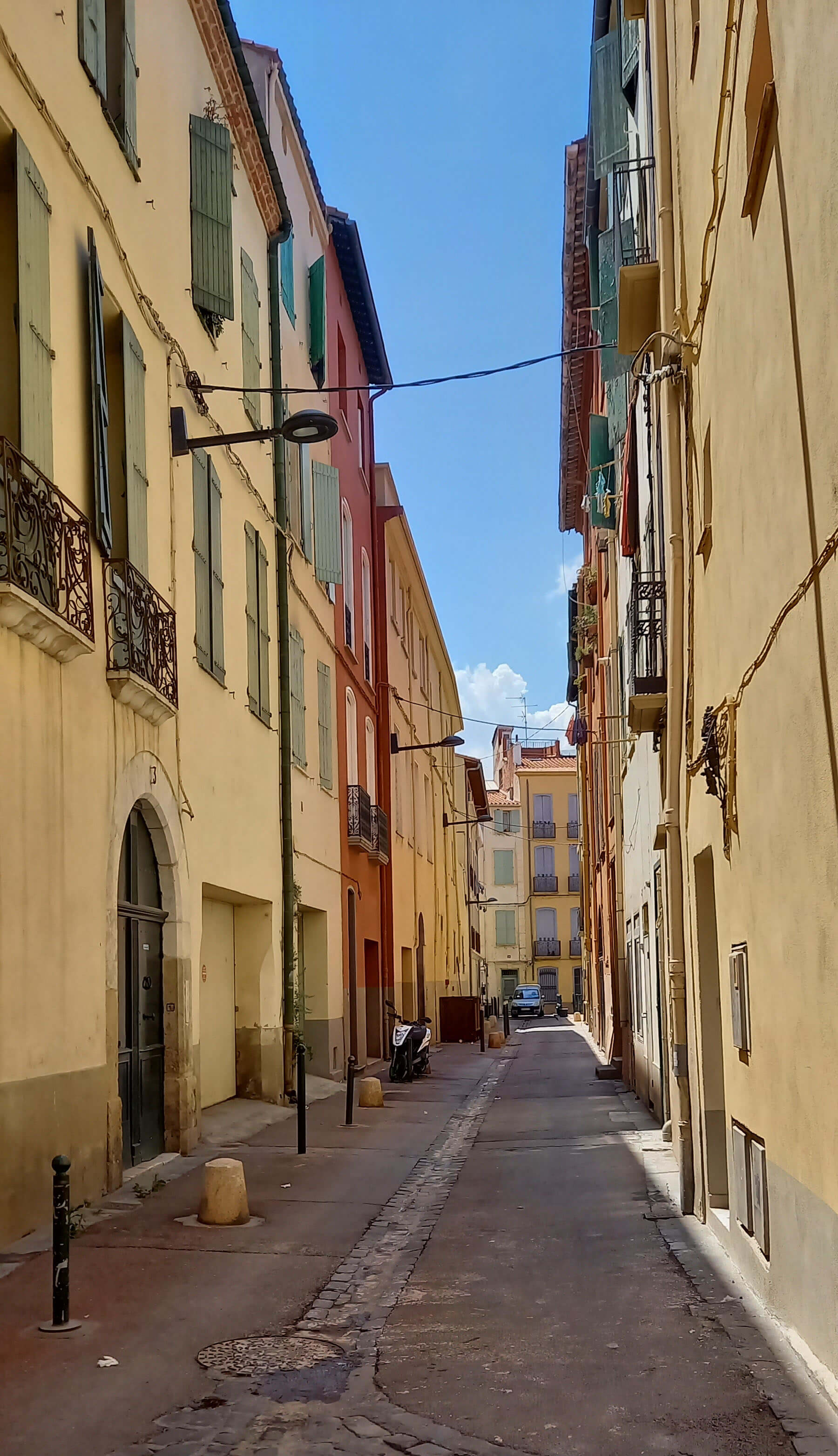
Rue Paul de Lamer
(anciennement "rue des Canards").

- Palais des Expositions (Avenue du)
- Palalda (Rue de)
- Palau del Vidre (Rue de)
- Palla (Passage de la)
- Palmarole (Cours)
- Palmiers (Avenue des)
- Palmiers (Rue des)
- Pampres (Rue des)
- Panhard et Levassor (Rue)
- Paquerettes (Impasse des)
- Paradis (Rue du)
- Parc Ducup (Chemin du)
- Parc Ducup (Traverse du)
- Parc des Sports (Rond-Point du)
- Pardal (Rue du)
- Parfums (Sentier des)
- Paris (Rue de)
- Pas de la Pailla (Chemin du)
- Pas du Loup (Rue du)
- Pascal-Marie Agasse (Rue)
- Passereaux (Rue des)
- Passio Vella (Chemin de la)
- Patrick Depailler (Rue)
- Pau Casals (Avenue)
- Paul Alavail (Rue)
- Paul Alduy (Avenue)
- Paul Arene (Rue)
- Paul Barthez (Rue)
- Paul Bert (Place)
- Paul Bourget (Rue)
- Paul Broca (Rue)
- Paul Cézanne (Rue)
- Paul Claudel (Rue)
- Paul Courty (Rue)
- Paul Dejean (Avenue)
- Paul Dukas (Rue)
- Paul Fort (Rue)
- Paul Gauguin (Avenue)
- Paul Giera (Rue)
- Paul Langevin (Boulevard)
- Paul Massot (Rue)
- Paul Morand (Rue)
- Paul Pascot (Avenue)
- Paul Pascot Ii (Résidence)
- Paul Riquet (Rue)
- Paul Roca (Rue)
- Paul Rubens (Rue)
- Paul Sejourné (Rue)
- Paul Valéry (Rue)
- Paul Verlaine (Rue)
- Paul de Lamer (Rue)
- Paul-Louis Courier (Rue)
- Paulin Testory (Rue)
- Pêchers Fleuris (Rue des)
- Pecheurs (Rue des)
- Pelegri (Mas)
- Pepiniere Robin (Résidence)
- Pépinière Robin (Rue de la)
- Perdrix (Rue des)
- Père Llado (Allée)
- Pere Pigne (Rue)
- Pere Taillant (Rue)
- Perthus (Rue du)
- Pervenches (Avenue des)
- Petersen (Rue)
- Petit Bresson (Mas)
- Petit-Saint-Christophe (Rue du)
- Petite Llosa (Rue de la)
- Petite la Monnaie (Rue)
- Petite la Réal (Rue)
- Peuplier (Rue du)
- Peupliers (Allée des)
- Peupliers (Résidence des)
- Peyrestortes (Route de)
- Pezilla (Ancien Chemin de)
- Philibert Delorme (Rue)
- Philippe Lebon (Rue)
- Philippe Pinel (Rue)
- Philippe de Champaigne (Rue)
- Pia (Route de)
- Pia (Traverse de)
- Pic Estelle (Rue du)
- Pic Néoulous (Rue du)
- Pic de Capsole (Rue du)
- Pic de Costabonne (Rond-Point du)
- Pic des Sept Hommes (Rue du)
- Pic du Barbet (Rue du)
- Picanon (Mas)
- Picas Nord (Mas)
- Picas Sud (Mas)
- Pierre André Bailli de Suffren (Rue)
- Pierre Auriol (Rue)
- Pierre Basseres (Rue)
- Pierre Baudin (Rue)
- Pierre Bayle (Rue)
- Pierre Benoit (Rue)
- Pierre Bonnard (Rue)
- Pierre Boulat (Rue)
- Pierre Bourdan (Quai)
- Pierre Bretonneau (Rue)
- Pierre Brune (Rue)
- Pierre Cambres (Avenue)
- Pierre Cartelet (Rue)
- Pierre Ciffre (Rue)
- Pierre Contant d'Ivry (Rue)
- Pierre Corneille (Rue)
- Pierre Courtais (Rue)
- Pierre Curie (Rue)
- Pierre Dupont (Rue)
- Pierre Henrion (Rue)
- Pierre Lefranc (Rue)
- Pierre Lépine (Rue)
- Pierre Lescot (Rue)
- Pierre Loti (Rue)
- Pierre Maurin (Rue)
- Pierre Nepveu (Rue)
- Pierre Nicolau (Rue)
- Pierre Potain (Rue)
- Pierre Puget (Rue)
- Pierre Puiggary (Rue)
- Pierre Puvis de Chavannes (Impasse)
- Pierre Puvis de Chavannes (Rue)
- Pierre Rameil (Rue)
- Pierre Renaudel (Rue)
- Pierre Savorgnan de Brazza (Rue)
- Pierre Subra (Rue)
- Pierre Talrich (Rue)
- Pierre Tregura (Rue)
- Pierre Trouée (Rue de la)
- Pierre Vidal (Rue)
- Pierre Vignon (Rue)
- Pierre de Bayard (Rue)
- Pierre de Coubertin (Place)
- Pierre de Coubertin (Rue)
- Pierre de Fermat (Rue)
- Pierre de Marivaux (Impasse)
- Pierre de Marivaux (Rue)
- Pierre de Montreuil (Rue)
- Pierre de Ronsard (Rue)
- Pierre l'Enfant (Rue)
- Pierre-Augustin Caron de Beaumarchais (Rue)
- Pierre-Émile Roux (Rue)
- Pierre-Jean de Beranger (Rue)
- Pierre-Joseph Proudhon (Rue)
- Pierre-Pascal Fauvelle (Rue)
- Pierre-Simon Laplace (Rue)
- Pins (Allée des)
- Pinsons (Rue des)
- Pinte (Rue de la)
- Piverts (Rue des)
- Platanes (Promenade des)
- Poete (Impasse du)
- Poids de la Farine (Rue)
- Poilus (Place des)
- Poissonnerie (Rue de la)
- Pont d'En Vestit (Place)
- Pontet de Bages Est
- Pontet de Bages Ouest
- Port Bou (Rue de)
- Porte d'Assaut (Rue)
- Porte de Canet (Impasse)
- Porte de Canet (Rue de la)
- Porte de Pierre (Rue)
- Potiers (Place des)
- Potiers (Rue des)
- Pou Las Coulobres (Chemin)
- Pou de Las Colobres
- Pou de Las Colobres Est
- Pou de Las Colobres Ouest
- Poudrière (Chemin de la)
- Poudriere (Traverse de la)
- Pount Trencat
- Pount Trencat (Chemin du)
- Pountet de Bages (Rue du)
- Pradelles (Square de)
- Prades (Avenue de)
- Prades (Route de)
- Prague (Rue de)
- Prairial (Rue)
- Prats de Mollo (Avenue de)
- Préludes (Rue des)
- Pres de Mas Bearn
- Pres de Mas Bearn Est
- Pres de Mas Bearn Ouest
- Pres le Mas Canteroux
- Pres le Mas Del Pas
- Pres le Mas Donat
- Président Doumer (Avenue du)
- Président John Fitzgerald Kennedy (Boulevard)
- Pressoir (Rue du)
- Preste (Rue de la)
- Primevères (Rue des)
- Printemps (Rue du)
- Progin (Rue)
- Progres (Rue du)
- Prosper Mérimée (Rue)
- Prosper de Basterot (Rue)
- Provence (Rue de)
- Puig (Passage, du)
- Puig (Place du)
- Puig Joan
- Puig Joan (Impasse)
- Puig Joan Sud
- Puig Soutre
- Puigcerdà (Rue de)
- Puits (Chemin du)
- Puits des Chaines (Rue du)
- Puits qui Chante (Rue du)
- Puyvalador (Rue de)
- Pyrénées (Boulevard des)

## Q
- Haut – A
- B
- C
- D
- E
- F
- G
- H
- I
- J
- K
- L
- M
- N
- O
- P
- Q
- R
- S
- T
- U
- V
- W
- X
- Y
- Z

- Quatre Cazals (Traverse des)
- Quatre Saisons (Rue des)
- Quilles (Mas)
- Quinze Degrés (Rue des)

## R
- Haut – A
- B
- C
- D
- E
- F
- G
- H
- I
- J
- K
- L
- M
- N
- O
- P
- Q
- R
- S
- T
- U
- V
- W
- X
- Y
- Z

- Rail (Rue du)
- Raisins (Rue des)
- Rambla Hélios
- Rambla Occitanie
- Rambla de Vertefeuille
- Rambla du Vallespir
- Ramon (Mas)
- Ramon Llull (Rue)
- Ramon Muntaner (Rue)
- Raoul Dufy (Impasse)
- Raoul Dufy (Rue)
- Raoul Got (Rue)
- Raphael (Rue)
- Raymond Bistors (Rue)
- Raymond Pitet (Rue)
- Raymond Queneau (Rue)
- Raymonde de la Roche (Rue)
- Reart (Avenue du)
- Recifs (Rue des)
- Rembrandt (Rue)
- Rempart Villeneuve (Rue du)
- Remparts Saint-Jacques (Rue des)
- Remparts Saint-Mathieu (Rue des)
- Remparts la Real (Rue des)
- René Antoine Réaumur (Rue)
- René Bazin (Rue)
- René Caillié (Rue)
- René Clément (Rue)
- René Coll (Impasse)
- René Descartes (Rue)
- René Duguay-Trouin (Rue)
- René Fonck (Rue)
- René Laennec (Rue)
- René Lefevre (Rue)
- René Leriche (Rue)
- Repos (Rue du)
- République (Place de la)
- République (Rue de la)
- Résistance (Place de la)
- Résistance et de la Déportation (Rue de la)
- Ressac (Rue du)
- Reve (Rue du)
- Révolution Française (Place de la)
- Révolution Française (Rue de la)
- Reyer (Rue)
- Reynes (Rue de)
- Richard Mique (Rue)
- Richard-Lenoir (Rue)
- Rigaud (Place)
- Rimbau (Rue du)
- Ripoll (Rue de)
- Rivage (Rue du)
- Rivière (Chemin de la)
- Rivière (Rue de la)
- Robert Desnos (Rue)
- Robert Doisneau (Avenue)
- Robert Jesus-Pret (Rue)
- Robert Planquette (Rue)
- Robert Surcouf (Rue)
- Robert de Cotte (Rue)
- Robert-Emmanuel Brousse (Avenue)
- Roberto Rossellini (Rue)
- Roc de France (Square du)
- Roc du Midi (Rue du)
- Roca (Mas)
- Rocamada (Mas)
- Roger Martin du Gard (Rue)
- Rois de Majorque (Rue des)
- Roitelets (Rue des)
- Roland Dorgeles (Rue)
- Roland Garros (Rue)
- Roma (Mas)
- Romarins (Rue des)
- Rome (Avenue de)
- Romeu (Mas)
- Rosa Bonheur (Rue)
- Roseraie (Chemin de la)
- Roses (Rue des)
- Rosette Blanc (Avenue)
- Rossignols (Rue des)
- Rotja (Impasse de la)
- Rouges Gorges (Rue des)
- Rouget de l'Isle (Rue)
- Roussillon (Boulevard du)
- Roussillon (Château)
- Ruisseau (Rue du)
- Ruisseau (Traverse du)
- Ruscino (Chemin de)
- Russinol (Impasse)

## S
- Haut – A
- B
- C
- D
- E
- F
- G
- H
- I
- J
- K
- L
- M
- N
- O
- P
- Q
- R
- S
- T
- U
- V
- W
- X
- Y
- Z

- Sabadell (Rue de)
- Sacré-Cœur (Chemin du)
- Saint Charles
- Saint Genis des Fontaines (Rue)
- Saint Genis des Tanyeres
- Saint Genis des Tanyeres E
- Saint Genis des Tanyeres O
- Saint Jacques Est (Jardins)
- Saint Jacques Nord (Jardins)
- Saint Jacques Oues (Jardins)
- Saint Jacques Sud (Jardins)
- Saint Jean (Mas)
- Saint Joseph (Mas)
- Saint Joseph de Torremila
- Saint Louis
- Saint Louis (Clos)
- Saint Michel
- Saint-Amand (Rue)
- Saint-André (Rue de)
- Saint-Assiscle (Boulevard)
- Saint-Charles (Rocade)
- Saint-Cyprien (Rue de)
- Saint-Estève (Avenue de)
- Saint-Estève (Route de)
- Saint-Estève (Traverse de)
- Saint-Esteve (Traverse, de)
- Saint-Ferréol (Square de)
- Saint-François de Paule (Rue)
- Saint-Genis de Tanyères (Chemin de)
- Saint-Guillem (Place de)
- Saint-Jean (Rue)
- Saint-Joseph (Place)
- Saint-Joseph (Rue)
- Saint-Léon (Rue)
- Saint-Marsal (Square)
- Saint-Mathieu (Rue)
- Saint-Nazaire (Rue de)
- Saint-Roch (Chemin de)
- Saint-Roch (Impasse)
- Sainte Barbe
- Sainte Barbe (Route de)
- Sainte Therese (Mas)
- Sainte-Beuve (Impasse)
- Sainte-Beuve (Rue)
- Sainte-Catherine (Rue)
- Sainte-Magdeleine (Rue)
- Salanca
- Salanque (Avenue de la)
- Salanque (Route de la)
- Saleilles (Rue de)
- Sales (Mas)
- Salomon de Brosse (Rue)
- Salpêtrière (Impasse de la)
- Salses (Route de)
- Salvador Dalí (Place)
- Samuel de Champlain (Rue)
- Sant Gil (Impasse)
- Sant Gil (Rue)
- Sant Roch (Domaine)
- Sant Vicens
- Sant-Vicens (Rue)
- Santa Tecla
- Santiago Russinol (Rue)
- Santos Dumont (Rue)
- Saponnaire (Rue)
- Sardaigne (Rue de)
- Sardane (Place de la)
- Sardane (Rue de la)
- Sare (Place du)
- Sauges (Rue des)
- Savonnerie (Rue de la)
- Sébastien Vauban (Quai)
- Sébastien Vauban (Rue)
- Sébastien Vauban (Traverse)
- Sebastopol (Impasse)
- Sebastopol (Rue)
- Segre (Rue du)
- Sentier (Rue du)
- Sept Primadié (Rue des)
- Serenades (Rue des)
- Sergent (Côte du)
- Serralongue (Place de)
- Serrat d'En Vaquer (Chemin du)
- Serrat d'En Vaquer Nord
- Serrat d'En Vaquer Sud
- Serrat de Garriga des Frer
- Setcases (Impasse de)
- Seu d'Urgell (Rue de la)
- Séville (Rue de)
- Sidonie Gabrielle Colette (Rue)
- Simon Boussiron (Avenue)
- Simone Gay (Rue)
- Simone de Beauvoir (Rue)
- Sitges (Rue de)
- Sncf (Gare)
- Soleil Roy (Chemin du)
- Sommeil (Rue du)
- Sorbiers (Allée, des)
- Sorede (Rue de)
- Soularete (Rue de la)
- Souvenir (Allée du)
- Souvenir (Rue du)
- Stade (Rue du)
- Stade Jean Laffon (Lotissement)
- Stadium (Rue du)
- Stand de Tir Est
- Stéphane Mallarmé (Rue)
- Strasbourg (Rue de)
- Suisse (Mas)
- Sully (Rue de)
- Sully Prudhomme (Rue)
- Sureaux (Rue des)
- Suzanne Noël (Rue)
- Suzanne Valadon (Rue)
- Sycomores (Promenade, des)
- Sylphes (Rue des)

## T
- Haut – A
- B
- C
- D
- E
- F
- G
- H
- I
- J
- K
- L
- M
- N
- O
- P
- Q
- R
- S
- T
- U
- V
- W
- X
- Y
- Z

- Taillet (Rue de)
- Talbot Lago (Rue)
- Tamaris (Avenue des)
- Tamaris (Rue des)
- Tamariu (Rue de)
- Tanger (Rue de)
- Tarragona (Rue de)
- Taulis (Rue de)
- Tech (Avenue du)
- Temple (Rue du)
- Terrasses (Rue des)
- Terres de Saint Jean
- Terroir de la Digue Nord
- Terroir de la Digue Sud
- Théâtre (Rue du)
- Théodore Aubanel (Rue)
- Théodore Ballu (Rue)
- Théodore Chasseriau (Rue)
- Théodore Géricault (Rue)
- Théodore Guiter (Rue)
- Théodore de Banville (Rue)
- Théophile Gautier (Rue)
- Théophile de Bordeu (Rue)
- Théophraste Renaudot (Rue)
- Théza (Rue de)
- Thomas Carrere (Rue)
- Thomas Edison (Rue)
- Thomas Wilson (Boulevard)
- Thuès (Impasse de)
- Thuès (Rue de)
- Thuir (Impasse de)
- Thuir (Route de)
- Tonnellerie (Rue de la)
- Tordères (Rue de)
- Torre Dels Rocs (Chemin de la)
- Torreilles (Impasse de)
- Torremila
- Torremila (Chemin de)
- Tossa (Rue de)
- Tour de Cabrens (Rue de la)

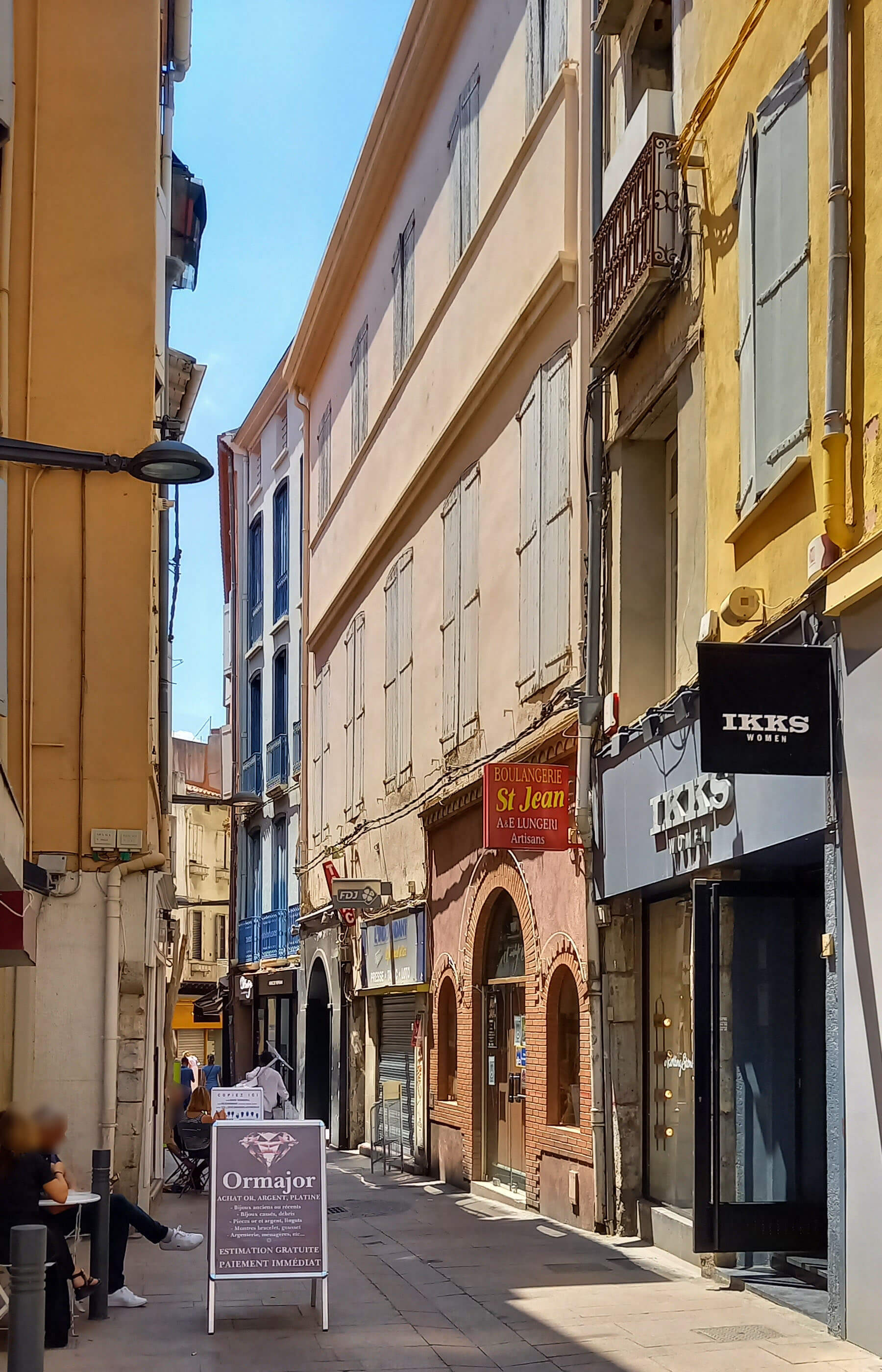
Rue des 3 journées anciennement rue des 3 rois

- Tour de Château Roussillon (Chemin de la)
- Tour de France (Rue du)
- Tour de Guet (Rue de la)
- Tour de Madeloc (Rue de la)
- Tour de Massane (Rue de la)
- Tour de Mir (Rue de la)
- Tour de Tautavel (Impasse de la)
- Tour de Tautavel (Rue de la)
- Tourelles (Rue des)
- Tourville (Rue de)
- Trabucayres (Rue des)
- Tracy (Rue)
- Tramontane (Rue de la)
- Treilles (Rue des)
- Trois Journées (Rue des)
- Troubadours (Rue des)
- Trouveres (Rue des)
- Tuileries (Rue des)
- Turin (Rue de)

## U
- Haut – A
- B
- C
- D
- E
- F
- G
- H
- I
- J
- K
- L
- M
- N
- O
- P
- Q
- R
- S
- T
- U
- V
- W
- X
- Y
- Z

- Ultrera (Rue d')
- Union (Place de l')
- Université (Passage de l')
- Universite (Rue de l')
- Usines (Rue des)

## V
- Haut – A
- B
- C
- D
- E
- F
- G
- H
- I
- J
- K
- L
- M
- N
- O
- P
- Q
- R
- S
- T
- U
- V
- W
- X
- Y
- Z

- Vaillant Couturier (Place)
- Vaillere (Allée de)
- Valencia (Rue de)
- Valentin Magnan (Rue)
- Vallespir (Rue du)
- Vallon (Rue du)
- Varietes (Place des)
- Variétés (Rue des)
- Vaucanson (Rue)

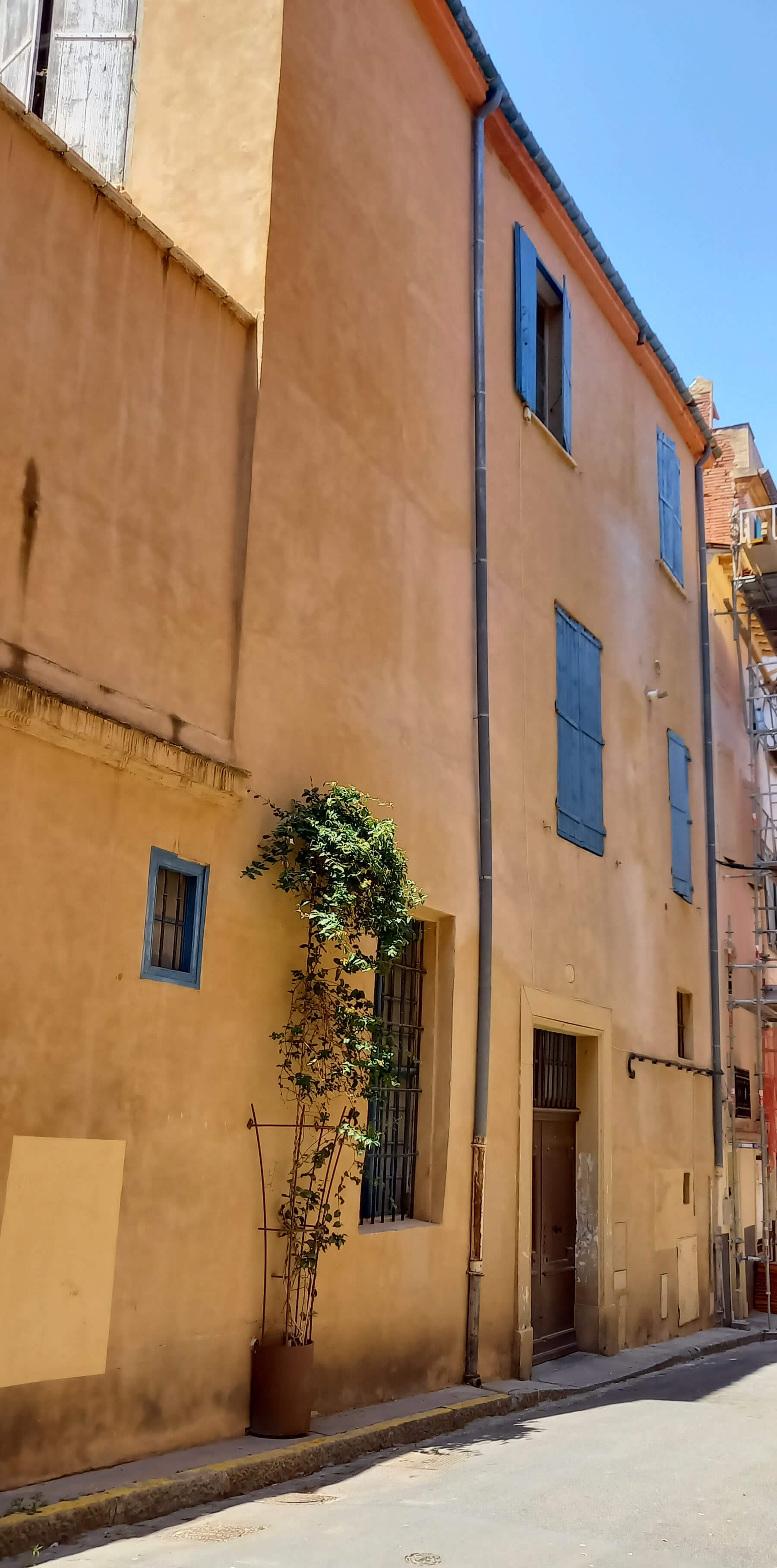
rue vieille intendance

- Vc5 Perpigna Villeneuve la Raho (Chemin)
- Vélodrome (Rue du)
- Vendanges (Rue des)
- Vendémiaire (Rue)
- Venise (Rue de)
- Venise (Traverse de)
- Vermell (Mas)
- Vernet-les-Bains (Rue de)
- Verte Feuille (Mas)
- Vertefeuille Sud
- Vich (Square de)
- Victoire (Place de la)
- Victor Balaguer (Impasse)
- Victor Baltard (Rue)
- Victor Dalbiez (Avenue)
- Victor Duruy (Rue)
- Victor Grignard (Rue)
- Victor Hugo (Rue)
- Victor Louis (Rue)
- Victor Masse (Rue)
- Victor Mirabeau (Rue)
- Victor Régnault (Rue)
- Vieille Basse (Chemin de la)
- Vieille Intendance (Rue de la)
- Vigneronne (Impasse)
- Vigneronne (Rue)
- Vignes (Chemin des)
- Vignes (Rue des)
- Vignes Cr 48 (Chemin, des)
- Vilar (Rue du)
- Vilarnau
- Villas (Rue des)
- Villas Amiel (Allée des)
- Villefranche-de-Conflent (Rue de)
- Villelongue dels Monts (Rue de)
- Villeneuve (Chemin de)
- Villeroge (Rue de)
- Vincent Scotto (Rue)
- Vincent d'Indy (Rue)
- Violettes (Impasse des)
- Vives (Rue de)

## W
- Haut – A
- B
- C
- D
- E
- F
- G
- H
- I
- J
- K
- L
- M
- N
- O
- P
- Q
- R
- S
- T
- U
- V
- W
- X
- Y
- Z

- Waldeck Rousseau (Rue)
- William Shakespeare (Avenue)
- Wolfgang Amadeus Mozart (Rue)

## X
- Haut – A
- B
- C
- D
- E
- F
- G
- H
- I
- J
- K
- L
- M
- N
- O
- P
- Q
- R
- S
- T
- U
- V
- W
- X
- Y
- Z

- Xavier Benguerel (Avenue)

## Y
- Haut – A
- B
- C
- D
- E
- F
- G
- H
- I
- J
- K
- L
- M
- N
- O
- P
- Q
- R
- S
- T
- U
- V
- W
- X
- Y
- Z

- Yeuses (Chemin des)
- Yves Allegret (Rue)
- Yves Berger (Rue)
- Yves du Manoir (Rue)

## Z
- Haut – A
- B
- C
- D
- E
- F
- G
- H
- I
- J
- K
- L
- M
- N
- O
- P
- Q
- R
- S
- T
- U
- V
- W
- X
- Y
- Z

- Zurich (Rue de)